# Pablo Verón
Pablo Verón (17 ottobre 1971) è un ballerino argentino di tango.

## Carriera
Con il suo gruppo Tap 42 iniziò a viaggiare per l'America, partecipando a festival di danza e programmi televisivi argentini.
Nel 1988 fu il protagonista del film Cipayos, di Jorge Coscia, l'anno successivo approdò a Parigi con lo spettacolo Tango Argentino, vincitore del Tony Award.
Nel 1992 curò le coreografie dello spettacolo Mortadela, rivista di Alfredo Arias con danza, musica e dialoghi poetici, vincitore del Premio Molière come miglior spettacolo dell'anno.
Di nuovo in collaborazione con Arias, nel 1994 e nel 1995 Verón fu ballerino di tango, tip tap e coreografo nel Fous de Folies alle Folies Bergère.
Invitato nel 1996 ad esibirsi nella Gran Noche de tango di Amsterdam e a Les Trottoirs di Marsiglia, scelse come sua compagna di ballo la regista Sally Potter, che in quel periodo stava lavorando con lui ad un progetto cinematografico poi nato l'anno seguente, Lezioni di tango, in cui figurava come attore, ballerino e coreografo; fu premiato come miglior film al Festival Internazionale del Cinema d'Argentina. Ricevette il Premio Sadaic per la sua opera di diffusione nel repertorio nazionale argentino all'estero.
Nel 1998 vinse il Premio American Choreography per, testualmente, Outstanding Achievement in Motion Pictures.
Nel 2001 ballò nel film L'uomo che pianse, di Sally Potter, che aveva tra gli interpreti Johnny Depp, Cate Blanchett, John Turturro e Christina Ricci.
Nel 2002 fu tra i ballerini protagonisti del film Assassination Tango di Robert Duvall.
Nel 2003, dopo una fase dedicata all'insegnamento del tango in diversi festival di tango, creò e diresse uno spettacolo a [Montreal], in cui fondeva il tango con il folklore argentino, la danza contemporanea, il tip tap, la musica gitana, la salsa, il flamenco e la body percussion.
Nel giugno 2004 creò le coreografie dello spettacolo Tanghost, rappresentato per la prima volta al Teatro Nazionale di Oslo, in Norvegia, e portato in tournée per più di due anni, in cui inoltre recitava e ballava. Invitato nel 2005 al Gala delle Etoiles a Montreal, contemporaneamente ballò e creò le coreografie per due produzioni all'interno del Cool Opera Festival a Stavanger, di nuovo in Norvegia.
Nel 2007 è stato coreografo, ballerino principale e attore nell'opera Carmen, che con la regia di Sally Potter ha debuttato all'Opera Nazionale Inglese di Londra, Regno Unito, nell'ottobre dello stesso anno.